# Turtle River, Minnesota
Turtle River là một thành phố thuộc quận Beltrami, tiểu bang Minnesota, Hoa Kỳ. Năm 2010, dân số của thành phố này là 77 người.

## Dân số
- Dân số năm 2000: 75 người.
- Dân số năm 2010: 77 người.